# Steen Eiler Rasmussen
Steen Eiler Rasmussen (Copenaghen, 9 febbraio 1898 – 19 giugno 1990) è stato uno scrittore e architetto danese.

## Biografia
Docente alla "Royal Danish Academy of Fine Arts" è stato autore di numerosi testi, fra cui "London" (Londra) del 1934 in danese e poi in inglese nel 1937 con il titolo di London, the Unique City, Londra città unica).
La figlia Una è una nota linguista, specializzata nella lingua nahuatl.

## Riconoscimenti
Una sua opera ebbe il premio AIA (International Architecture Book) del 1996 nella motivazione si lesse che era considerato come un classico del secolo.

## Opere
Fra i vari testi da lui scritti:
- Experiencing Architecture, 1964
- Londra città unica
- Towns and Buildings, 1969
- Om at opleve arkitektur
- Ogsaa et sovemiddel
- Stemninger og tilstande 1977